# Кондоль
Кондоль (рос. Кондоль) — село, адміністративний центр Пензенського району Пензенської області Росії.

## Географія
Село розташоване за 51 км на південь від Пензи, за 22 км на схід від залізничної станції Салівка (на лінії Пенза — Балашов), у заплаві і надзаплавній терасі річки Кондоль, що впадає в річку Няньгу (ліва притока Узи). Гідронім мордовського походження, у документі початку XVII століття — Кундлея. Кундан лей означає «річка Кундая» — мордовське дохристиянське чоловіче ім'я. Можлива етимологія і від мордовського Кундо «дупло, бортник», лей «бортнича річка» (в XVI—XVII століттях це було місце мордовського бортного промислу).

## Історія
Засноване в 1721 році. Історичний центр села — с. Нікольське (або Архангельське), яке розташовувалося на лівому березі річки Кондоль і с. Іванівка, що розташовувалася на правому березі тієї ж річки. Надалі селище розширювалося за рахунок приєднання сусідніх сіл і сіл, які виникли в XVIII столітті на землях різних поміщиків, які були на Пензенської оборонної межі. Розвитку села сприяло його розташування на Пензенсько-Саратовській великій дорозі, тут знаходилися з XVIII століття поштовий стан, ямські станції, постоялі двори. На мапі 1730-х років позначені лише Архангельське і Сергіївське (Кондоль). Ці два населених пункти відвідав проїздом в жовтні 1707 французький художник Корнелій де Бруїн, що їхав з Петровська до Пензи. Він зробив запис, що село складається «з двох розсіяних елементів, забудованих дерев'яними будинками».
З 1928 року село стає центром Кондольського району Пензенського округу Середньо-Волзької області. З 4 лютого 1939 року — у складі Пензенської області.
З 2006 року після об'єднання Пензенського і Кондольського районів є центром Пензенського району.

## Економіка
Основні промислові підприємства: маслоробний завод, хлібокомбінат, 3 будівельні організації.